# ホセ・アコスタ (1993年生の投手)
ホセ・レオネル・アコスタ・アルモンテ（Jose Leonel Acosta Almonte、1993年12月23日 - ）は、ドミニカ共和国出身のプロ野球選手（投手）。右投右打。NPBでは育成選手であった。

## 経歴

### 来日前
11歳の時に兄の影響で野球を始め、14歳の時から投手に転向した。
高校卒業後は、働きながらメジャーリーグベースボール(MLB)球団が主催するトライアウトを受験し続けたが、契約には至らなかった。しかし、2016年にドミニカ共和国空軍の野球チームに入団した。
2017年と2018年は、ドミニカ共和国のアマチュアリーグに所属するタバケーロス・デ・ボナオでプレー。
2019年は再びドミニカ共和国空軍に戻る。同年7月から8月に開催されたリマパンアメリカン競技大会の野球ドミニカ共和国代表に選出された。ニカラグア戦で164km/hを記録。すると、その投球を見ていたニカラグアのウィンターリーグであるリーガ・ニカラグエンセ・デ・ベイスボル・プロフェシオナルに所属するヒガンテス・デ・リバスにスカウトされ、入団した。

### ロッテ時代
ウィンターリーグ後、ドミニカ共和国で行われた千葉ロッテマリーンズのトライアウトを受験。そして、2019年12月23日、ロッテに育成選手として入団することが発表された。背番号は128。
2020年は、イースタン・リーグで28試合に登板し、0勝0敗6セーブ、防御率3.96の成績だった。オフの12月26日に翌年の育成契約を更新した。
2021年は、6月22日の時点でイースタン・リーグで7試合に登板し、0勝1敗、防御率3.50の成績を残していた。同日、ベースボール・チャレンジ・リーグの栃木ゴールデンブレーブスに6月23日からシーズン終了まで派遣されることが発表された。背番号は99。栃木での登板は1試合に留まり、勝ち負けはつかなかった。なお、栃木に派遣期間中にもロッテの選手としてイースタン・リーグへ出場し、計13試合に登板、0勝3敗0セーブ、防御率5.93の成績だった。10月24日、球団より翌年の契約を結ばないことが発表された。オフの11月1日に自由契約公示された。

### ロッテ退団後
2022年6月28日、リーガ・メヒカーナ・デ・ベイスボルのレオン・ブラボーズと契約するも、7月12日にリリースされた。

## 人物
10人兄弟の5番目。祖父が農業を営んでおり、それを手伝いながら学校に通い、野球の練習に励んだ。
ドミニカ共和国空軍に属していたが、野球選手としての活動がメインで、軍としての仕事は日常的にはなかったという。

## 詳細情報

### 独立リーグでの投手成績
| 年 度     | 球 団     | 登 板 | 先 発 | 完 投 | 完 封 | 無 四 球 | 勝 利 | 敗 戦 | セ 丨 ブ | ホ 丨 ル ド | 勝 率 | 打 者 | 投 球 回 | 被 安 打 | 被 本 塁 打 | 与 四 球 | 敬 遠 | 与 死 球 | 奪 三 振 | 暴 投 | ボ 丨 ク | 失 点 | 自 責 点 | 防 御 率 | W H I P |
| --------- | --------- | ----- | ----- | ----- | ----- | -------- | ----- | ----- | -------- | ----------- | ----- | ----- | -------- | -------- | ----------- | -------- | ----- | -------- | -------- | ----- | -------- | ----- | -------- | -------- | ------- |
| 2021      | 栃木      | 1     | 1     | 0     | 0     | 0        | 0     | 0     | 0        | -           | .000  | 26    | 6.0      | 7        | 0           | 2        | -     | 0        | 5        | 0     | 0        | 3     | 3        | 4.50     | 1.50    |
| 通算：1年 | 通算：1年 | 1     | 1     | 0     | 0     | 0        | 0     | 0     | 0        | -           | .000  | 26    | 6.0      | 7        | 0           | 2        | -     | 0        | 5        | 0     | 0        | 3     | 3        | 4.50     | 1.50    |

- 2021年度シーズン終了時

### NPB年度別投手成績
- 一軍公式戦出場なし

### 背番号
- 128 （2020年 - 2021年）
  - 99 （2021年6月23日 - 同年終了）※栃木ゴールデンブレーブスでの背番号

### 代表歴
- 2019年パンアメリカン競技大会野球ドミニカ共和国代表